# Ngong Ping
Ngong Ping (chiń. 昂坪) - wyżyna w zachodniej części wyspy Lantau w Hongkongu. Znajduje się na niej między innymi klasztor Po Lin oraz posąg Buddy Tian Tan. W okolicach znajduje się wiele wzgórz, które są także atrakcjami turystycznymi. Na wyżynę można dostać się przede wszystkim za pomocą kolei linowej, gdzie swoją ostatnią stację ma Ngong Ping 360, kursująca z miejscowości Tung Chung.